# Sanahut
Sanahuitta o Sanahut (Šanahuitta o Šanahut) era una ciutat hitita situada al nord o nord-est d'Hattusa. La seva posició exacta es desconeix, però hauria estat propera a les guarnicions d'Hakpis i Istahara. El rei de Kussara va nomenar en aquesta ciutat governador del territori on estava situat Sanahut al seu fill Labarnas (Labarnas I), i també el seu successor, però per raons desconegudes, alguns membres de la seva pròpia família, entre ells el rebel Papahdilmah es van aixecar contra aquest nomenament. Labarnas s'hi va oposar amb les armes i va prendre possessió del títol de rei. Alguns autors pensen que Labarnas no va arribar a prendre possessió del tron i que va morir en la revolta.
El rei Hattusilis I va marxar contra aquesta ciutat al primer any del seu regnat. No la va destruir, però va destruir els seus territoris i va deixar guarnicions militars en dos llocs. Més tard, al quart any del seu mandat, va tornar a atacar la ciutat. Els habitants de Sanahut van combatre durant cinc mesos, però al sisè mes el rei la va ocupar i la va destruir. A la tornada va a oferir el botí a la deessa d'Arinna.